# Alagoasa bipunctata
Alagoasa bipunctata es una especie de escarabajo del género Alagoasa, tribu Alticini, familia Chrysomelidae. Fue descrita científicamente por Chevrolat en 1834.
Se distribuye por México y Panamá. La especie mide aproximadamente 6 milímetros de longitud y posee élitros claros.